# Tetramorium vombis
Tetramorium vombis is een mierensoort uit de onderfamilie van de Myrmicinae. De wetenschappelijke naam van de soort is voor het eerst geldig gepubliceerd in 1976 door Bolton.